# Himawari (satelliti)
Himawari (ひまわり? "girasole") è una serie di satelliti meteorologici giapponesi. Vengono utilizzati per le previsioni del tempo, il tracciamento dei tifoni e la ricerca meteorologica.
Sono gestiti dall'Agenzia meteorologica giapponese e vengono utilizzati da numerosi paesi in Asia orientale e Sud-est asiatico che non dispongono di satelliti meteorologici propri.

## Satelliti
Vi sono tre generazioni di satelliti: Geostationary Meteorological Satellites (GMS), Multi-Functional Transport Satellite (MTSAT) e gli attuali satelliti Himawari 8 e 9.
| Satellite             | Lancio (data, sito, vettore)                         | Note                                            |
| --------------------- | ---------------------------------------------------- | ----------------------------------------------- |
| GMS-1 (Himawari 1)    | 14 luglio 1977, Cape Canaveral, Delta 2000           | Ritirato il 30 giugno 1989                      |
| GMS-2 (Himawari 2)    | 11 agosto 1981, Centro spaziale di Tanegashima, N-II | Ritirato il 20 novembre 1987                    |
| GMS-3 (Himawari 3)    | 3 agosto 1984, Tanegashima, N-II                     | Ritirato il 23 giugno 1995                      |
| GMS-4 (Himawari 4)    | 6 settembre 1989, Tanegashima, H-I                   | Ritirato il 24 febbraio 2000                    |
| GMS-5 (Himawari 5)    | 18 marzo 1995, Tanegashima, H-II                     | Ritirato il 21 luglio 2005                      |
| MTSAT-1 (Mirai 1)     | 15 novembre 1999, Tanegashima, H-II                  | Lancio fallito, satellite distrutto             |
| GOES 9                | 23 maggio 1995, Cape Canaveral, Atlas I              | Ritirato il 14 giugno 2007                      |
| MTSAT-1R (Himawari 6) | 26 febbraio 2005, Tanegashima, H-IIA                 | Ritirato il 4 dicembre 2015                     |
| MTSAT-2 (Himawari 7)  | 18 febbraio 2006, Tanegashima, H-IIA                 | Ritirato il 10 marzo 2017                       |
| Himawari 8            | 7 ottobre 2014, Tanegashima, H-IIA                   | Rimpiazzato da Himawari 9 ma ancora in funzione |
| Himawari 9            | 2 novembre 2016, Tanegashima, H-IIA                  | Operativo                                       |

GOES 9 era originariamente un satellite della NOAA statunitense. È stato noleggiato dalla JMA come rimpiazzo dopo il fallimento del lancio di MTSAT-1 e non è di solito incluso nella serie Himawari.